# Escola del yin-yang
Yinyangjia o Escola del yin i el yang (en xinès 阴阳家 / 阴阳家; en pinyin Yīnyángjiā, 'escola del yin-yang'), també dita Escola dels naturalistes, va ser un corrent del pensament xinès sorgit al període dels Regnes Combatents (475 aC-221 aC) que va sintetitzar els conceptes del yin-yang amb els dels 'cinc processos'. Als seus inicis, aquesta escola va estar fortament associada amb els estats de Yan i Qi. En períodes posteriors, aquestes teories epistemològiques van introduir-se en la filosofia i les creences populars. Més tard, van ser integrades per les dimensions alquímiques i màgiques del taoisme, així com per la medicina xinesa. D'altra banda, la cosmologia sintetitzada per l'Escola del yin i del yang influiria molt en el futur desenvolupament de la cosmologia confuciana (daoxuejia).

## Filosofia
Les primeres referències a aquest ensenyament es troben en els Textos de Mawangdui i al Huang Di Nei Jing, i es considera que Zou Yan (305 aC – 240 aC) en va ser el fundador. La seva teoria tractava d'explicar l'univers en termes de forces bàsiques de la naturalesa: els agents complementaris del yin (fosc, fred, femení, negatiu) i yang (llum, escalfor, masculí, positiu) i els cinc elements o cinc processos (aigua, foc, fusta, metall i terra). Aquesta combinació permetia compaginar les estacions de l'any amb els cinc colors, les cinc direccions (sud, oest, nord, est i centre), els cinc tipus d'animal, les cinc notes musicals, etc. i, sobretot, organitzar els sacrificis i les cerimònies (li) que eren tan importants per la cultura xinesa antiga.